# Pawlos Mela (gmina)
Pawlos Mela (gr. Δήμος Παύλου Μελά, Dimos Pawlu Mela) – gmina w Grecji, w administracji zdecentralizowanej Macedonia-Tracja, w regionie Macedonia Środkowa, w jednostce regionalnej Saloniki. W 2011 roku liczyła 99 245 mieszkańców. Powstała 1 stycznia 2011 roku w wyniku połączenia dotychczasowych gmin: Stawrupoli, Polichni i Efkarpia. Siedzibą gminy jest Stawrupoli.